# Leary (Georgia)
Leary is een plaats (city) in de Amerikaanse staat Georgia, en valt bestuurlijk gezien onder Calhoun County.

## Demografie
Bij de volkstelling in 2000 werd het aantal inwoners vastgesteld op 666.
In 2006 is het aantal inwoners door het United States Census Bureau geschat op 624, een daling van 42 (-6,3%).

## Geografie
Volgens het United States Census Bureau beslaat de plaats een oppervlakte van
8,3 km², geheel bestaande uit land. Leary ligt op ongeveer 63 m boven zeeniveau.

## Plaatsen in de nabije omgeving
De onderstaande figuur toont nabijgelegen plaatsen in een straal van 32 km rond Leary.